# Pou de glaç de Bagà
El Pou de glaç de Bagà és una obra de Bagà (Berguedà) inclosa a l'Inventari del Patrimoni Arquitectònic de Catalunya.

## Descripció
Pou de gel o de glaç de pedra seca format per una estructura de planta circular que inicialment anava coberta amb cúpula, avui perduda. El parament és a base de còdols arrodonits sense treballar col·locats en filades. Té un diàmetre de 5,30m, una alçada de 5,50m. El gruix dels murs és d'uns 60 cm. Està situat en instal·lacions, d'accés restringit, dintre del recinte tancat de la piscifactoria de la Generalitat de Catalunya, situat al marge dret del torrent de Nou Comes.

## Història
Es té constància que el pou de Bagà pertanyia el 1614 a Antoni Comes, primer cop que el tenim documentat. Continuà en ús durant tot el segle xviii i sembla que abastia de gel a tota la vila.